# Larrabee (Iowa)
Larrabee es una ciudad ubicada en el condado de Cherokee en el estado estadounidense de Iowa. En el Censo de 2010 tenía una población de 132 habitantes y una densidad poblacional de 411,01 personas por km².

## Geografía
Larrabee se encuentra ubicada en las coordenadas 42°51′42″N 95°32′41″O / 42.86167, -95.54472. Según la Oficina del Censo de los Estados Unidos, Larrabee tiene una superficie total de 0.32 km², de la cual 0.32 km² corresponden a tierra firme y (0%) 0 km² es agua.

## Demografía
Según el censo de 2010, había 132 personas residiendo en Larrabee. La densidad de población era de 411,01 hab./km². De los 132 habitantes, Larrabee estaba compuesto por el 97.73% blancos, el 2.27% eran afroamericanos, el 0% eran amerindios, el 0% eran asiáticos, el 0% eran isleños del Pacífico, el 0% eran de otras razas y el 0% pertenecían a dos o más razas. Del total de la población el 4.55% eran hispanos o latinos de cualquier raza.